# Girls' Generation's Phantasia
 Girls' Generation's Phantasia là chuyến lưu diễn thứ tư của nhóm nhạc nữ Hàn Quốc Girls' Generation. Chuyến lưu diễn được chính thức công bố vào tháng 10/2015. Đây là chuyến lưu diễn đầu tiên không có cựu thành viên Jessica Jung, người đã rời khỏi nhóm vào ngày 30 tháng 9 năm 2014.

## Lịch sử
Chuyến lưu diễn được công ty SM Entertainment chính thức công bố vào ngày 15 tháng 10 năm 2015, với hai ngày diễn ra tại Seoul tại Nhà thi đấu Thể dục dụng cụ Olympic. Điều này khiến Girls' Generation trở thành nhóm nhạc K-pop đầu tiên dẫn đầu với bốn tour diễn hòa nhạc.
Trở lại vào ngày 11 tháng 8 năm 2015, Girls' Generation đã thông báo Chuyến lưu diễn Nhật Bản lần thứ tư của họ sẽ bắt đầu từ ngày 12 tháng 12 năm 2015 tại Nagoya với sáu ngày diễn tại Nagoya, Kobe và Saitama. Vào ngày 17 tháng 11 năm 2015, trang web fanclub chính thức tại Nhật Bản của Girls' Generation đã thông báo rằng chuyến lưu diễn riêng tại Nhật Bản được công bố vào tháng 8 năm 2015 sẽ có tiêu đề là Girls' Generation 4th Tour -Phantasia- in Japan và các ngày lưu diễn đã được công bố sẽ là một phần của chuyến lưu diễn thứ tư này của họ.
Chuyến lưu diễn được chỉ đạo bởi biên đạo múa Rino Nakasone.
Tính đến tháng 10 năm 2016, tour diễn đã trở thành buổi hòa nhạc của nhóm nhạc nữ có doanh thu cao thứ 6 mọi thời đại, với doanh thu đạt 22,3 triệu đô la.

## Danh sách các màn biểu diễn
Main Set

Act 1
1. "You Think"
2. "Tell Me Your Wish (Genie)" (Remix Jazz Version)
3. "Bump it"
4. "Show Girls" (Korean version)
5. "One Afternoon"
6. "Paparazzi"

Act 2
1. "Kissing You"
2. "Green Light"
3. "Paradise"

Act 3
1. "Adrenaline" (TTS performance)
2. "Sugar" (by Maroon 5) (Yoona và Sunny)
3. "Push It" (by Salt-N-Pepa) (Yuri, Sooyoung và Hyoyeon)

Act 4
1. "Lion Heart"
2. "Check"
3. "Gee"

Act 5
1. "Mr.Mr."
2. "Sign"
3. "The Great Escape Intro" / "Run Devil Run"
4. "Mr. Taxi" (Remix)

Act 6
1. "Catch Me If You Can" (Korean Ver.)
2. "Fire Alarm"
3. "The Boys"
4. "Into The New World" (Ballad Dome Ver.)

Encore
1. "Snowy Wish"
2. "Diamond"
3. "Love & Girls" (Christmas Ver.)
4. "Party" (Winter Ver.)

Main Set

Act 1
1. "You Think"
2. "Tell Me Your Wish (Genie)" (Remix Jazz Ver)
3. "Bump it"
4. "Show Girls"
5. "Girls"
6. "Paparazzi"

Act 2
1. "Kissing You"
2. "Green Light"
3. "Paradise"

Act 3
1. "Adrenaline" (TTS performance)
2. "Sugar" (by Maroon5) (Yoona and Sunny)
3. "Push It" (by Salt-N-Pepa) (Yuri, Sooyoung and Hyoyeon)

Act 4
1. "Lion Heart"
2. "Party"
3. "Gee"

Act 5
1. "Mr. Mr."
2. "Sign"
3. "The Great Escape Intro" / "Run Devil Run"
4. "Mr.Taxi" (Remix)

Act 6
1. "Catch Me If You Can"
2. "Fire Alarm"
3. "The Boys"
4. "Indestructible"

Encore
1. "Snowy Wish"
2. "Diamond"
3. "Love & Girls" (Christmas Ver)

Main Set

Act 1
1. "You Think"
2. "Tell Me Your Wish (Genie)" (Remix Jazz Ver)
3. "Bump it"
4. "Show Girls"
5. "Girls"
6. "Paparazzi"

Act 2
1. "Merry Go Round" / "Kissing You"
2. "Oh! / Beep Beep"
3. "Paradise"

Act 3
1. "Adrenaline" (TTS performance)
2. "Sugar" (by Maroon5) (Yoona and Sunny)
3. "Push It" (by Salt-N-Pepa) (Yuri, Sooyoung and Hyoyeon)

Act 4
1. "Lion Heart"
2. "Party"
3. "Gee"

Act 5
1. "Mr. Mr."
2. ""Galaxy Supernova"
3. "The Great Escape Intro" / "Run Devil Run"
4. "Mr.Taxi" (Remix)

Act 6
1. "Catch Me If You Can"
2. "Fire Alarm"
3. "The Boys"
4. "Indestructible"

Encore
1. "Snowy Wish"
2. "Flyers"
3. "Love & Girls" (Christmas Ver)

Main Set

Act 1
1. "You Think"
2. "Tell Me Your Wish (Genie)" (Remix Jazz Ver)
3. "Bump it"
4. "Show Girls"
5. "Paparazzi"

Act 2
1. "Merry Go Round Intro" / "Kissing You"
2. "Oh! / Beep Beep"
3. "Paradise"

Act 3
1. "Adrenaline" (TTS performance)
2. "Sugar" (by Maroon5) (Yoona and Sunny)
3. "Push It" (by Salt-N-Pepa) (Yuri, Sooyoung and Hyoyeon)

Act 4
1. "Lion Heart"
2. "Party"
3. "Gee"

Act 5
1. "Mr. Mr."
2. "Galaxy Supernova"
3. "The Great Escape Intro" / "Run Devil Run"
4. "Mr.Taxi" (Remix)

Act 6
1. "Catch Me If You Can"
2. "Fire Alarm"
3. "The Boys"
4. "Indestructible"

Encore
1. "Snowy Wish"
2. "Flyers"
3. "Love & Girls" (Christmas Ver)

Main Set

Act 1
1. "You Think"
2. "Tell Me Your Wish (Genie)" (Remix Jazz Ver)
3. "Bump it"
4. "Show Girls"
5. "Paparazzi"

Act 2
1. "Kissing You"
2. "Green Light"
3. "Paradise"

Act 3
1. "Adrenaline" (TTS performance)
2. "Sugar" (by Maroon 5) (Yoona and Sunny)
3. "Push It" (by Salt-N-Pepa) (Yuri, Sooyoung and Hyoyeon)

Act 4
1. "Lion Heart"
2. "Hoot"
3. "Gee"

Act 5
1. "Mr. Mr."
2. "Sign"
3. "The Great Escape Intro" / "Run Devil Run"
4. "Mr.Taxi" (Remix)

Act 6
1. "Catch Me If You Can"
2. "Fire Alarm"
3. "The Boys"
4. "Into The New World" (Ballad Dome Ver.)

Encore
1. "Love & Girls"
2. "Way To Go"
3. "Check" (requested song from the audiences, performed only on the second day)
4. "Party"

Main Set

Act 1
1. "You Think"
2. "Tell Me Your Wish (Genie)" (Remix Jazz Ver)
3. "Bump it"
4. "Show Girls"
5. "Paparazzi"

Act 2
1. "Kissing You"
2. "Green Light"
3. "Paradise"

Act 3
1. "Adrenaline" (TTS performance)
2. "Sugar" (by Maroon 5) (Yoona and Sunny)
3. "Push It" (by Salt-N-Pepa) (Yuri, Sooyoung and Hyoyeon)

Act 4
1. "Lion Heart"
2. "Hoot"
3. "Gee"

Act 5
1. "Mr. Mr."
2. "Sign"
3. "The Great Escape Intro" / "Run Devil Run"
4. "Mr.Taxi" (Remix)

Act 6
1. "Catch Me If You Can"
2. "Fire Alarm"
3. "The Boys"
4. "Into The New World" (Ballad Dome Ver.)

Encore
1. "Love & Girls"
2. "Way To Go"
3. "Party"

Main Set

Act 1
1. "You Think"
2. "Tell Me Your Wish (Genie)" (Remix Jazz Ver)
3. "Bump it"
4. "Show Girls"
5. "Paparazzi"

Act 2
1. "Kissing You"
2. "Green Light"
3. "Paradise"

Act 3
1. "Adrenaline" (TTS performance)
2. "Sugar" (by Maroon 5) (Yoona and Sunny)
3. "Push It" (by Salt-N-Pepa) (Sooyoung, Hyoyeon and Yuri)

Act 4
1. "Lion Heart"
2. "Hoot"
3. "Gee"

Act 5
1. "Mr. Mr."
2. "Sign"
3. "The Great Escape Intro" / "Run Devil Run"
4. "Mr.Taxi" (Remix)

Act 6
1. "Catch Me If You Can"
2. "Fire Alarm"
3. "The Boys"
4. "Into The New World" (Ballad Dome Ver.)

Encore
1. "Love & Girls"
2. "Way To Go"
3. "Party"

## Lịch diễn
| Ngày                      | Thành phố        | Quốc gia         | Sân vận động                              | Vé đã bán      |
| ------------------------- | ---------------- | ---------------- | ----------------------------------------- | -------------- |
| Ngày 21 tháng 11 năm 2015 | Seoul            | Hàn Quốc         | Nhà thi đấu Thể dục dụng cụ Olympic       | 30.000 (100%)  |
| Ngày 22 tháng 11 năm 2015 | Seoul            | Hàn Quốc         | Nhà thi đấu Thể dục dụng cụ Olympic       | 30.000 (100%)  |
| Ngày 12 tháng 12 năm 2015 | Nagoya           | Nhật Bản         | Nippon Gaishi Hall                        | 10.000 (100%)  |
| Ngày 18 tháng 12 năm 2015 | Kobe             | Nhật Bản         | Nhà tưởng niệm thế giới                   | 24.000 (100%)  |
| Ngày 19 tháng 12 năm 2015 | Kobe             | Nhật Bản         | Nhà tưởng niệm thế giới                   | 24.000 (100%)  |
| Ngày 20 tháng 12 năm 2015 | Kobe             | Nhật Bản         | Nhà tưởng niệm thế giới                   | 24.000 (100%)  |
| Ngày 23 tháng 12 năm 2015 | Saitama          | Nhật Bản         | Saitama Super Arena                       | 72.000 (100%)  |
| Ngày 24 tháng 12 năm 2015 | Saitama          | Nhật Bản         | Saitama Super Arena                       | 72.000 (100%)  |
| Ngày 30 tháng 1 năm 2016  | Bangkok          | Thái Lan         | Impact Arena                              | 30.000 (100%)  |
| Ngày 31 tháng 1 năm 2016  | Bangkok          | Thái Lan         | Impact Arena                              | 30.000 (100%)  |
| Ngày 16 tháng 4 năm 2016  | Tangerang        | Indonesia        | Trung tâm hội nghị và triển lãm Indonesia | 10.000 (100%)  |
| Ngày 7 tháng 5 năm 2016   | Đài Bắc          | Đài Loan         | Nhà thi đấu Đài Bắc                       | 30.000 (100%)  |
| Ngày 8 tháng 5 năm 2016   | Đài Bắc          | Đài Loan         | Nhà thi đấu Đài Bắc                       | 30.000 (100%)  |
| Tổng số ước tính          | Tổng số ước tính | Tổng số ước tính | Tổng số ước tính                          | 206.000 (100%) |

## Người thực hiện chương trình
- Nghệ sĩ: Taeyeon, Sunny, Tiffany, Hyoyeon, Yuri, Sooyoung, Yoona, Seohyun.
- Nhà tổ chức: SM Entertainment, Dream Maker Entertainment, SM True (Thái Lan), MecimaPro (Indonesia), Super Dome (Đài Loan).

## Đĩa DVD
Girls' Generation–Phantasia-in Japan là bản phát hành DVD và Blu-ray thứ mười ba của nhóm nhạc nữ Hàn Quốc Girls' Generation. Nó được phát hành vào ngày 4 tháng 5 năm 2016 tại Nhật Bản.

### Lịch sử
DVD và Blu-ray bao gồm chuyến lưu diễn toàn cầu thứ hai của họ, ghé thăm hơn 7 địa điểm trong tổng số 13 chương trình. Sẽ có hai phiên bản khác nhau: phiên bản DVD và Blu-ray. Cả hai phiên bản sẽ đi kèm với nội dung cảnh quay, một cuốn sách nhỏ photobook 48 trang và một bộ phim tài liệu về tour diễn.

### Danh sách ca khúc
| STT | Nhan đề                                                                | Thời lượng |
| --- | ---------------------------------------------------------------------- | ---------- |
| 1.  | "You Think"                                                            |            |
| 2.  | "Genie"                                                                |            |
| 3.  | "Bump It"                                                              |            |
| 4.  | "Show Girls"                                                           |            |
| 5.  | "One Afternoon"                                                        |            |
| 6.  | "Paparazzi"                                                            |            |
| 7.  | "Kissing you"                                                          |            |
| 8.  | "Oh!～ Beep Beep"                                                      |            |
| 9.  | "Paradise"                                                             |            |
| 10. | "Adrenaline"                                                           |            |
| 11. | "Sugar"                                                                |            |
| 12. | "Push It"                                                              |            |
| 13. | "Lion Heart"                                                           |            |
| 14. | "Party"                                                                |            |
| 15. | "Gee"                                                                  |            |
| 16. | "Mr.Mr."                                                               |            |
| 17. | "Galaxy Supernova"                                                     |            |
| 18. | "Run Devil Run～Mr. Taxi"                                              |            |
| 19. | "Catch Me If You Can"                                                  |            |
| 20. | "Fire Alarm"                                                           |            |
| 21. | "The Boys"                                                             |            |
| 22. | "Indestructible"                                                       |            |
| 23. | "Snowy Wish"                                                           |            |
| 24. | "Flyers"                                                               |            |
| 25. | "Love & Girls"                                                         |            |
| 26. | "Girls' Generation Story of Phantasia from Girls' Generation 4th Tour" |            |

### Lịch sử phát hành
| Quốc gia | Ngày                    | định dạng        | Nhãn                 |
| -------- | ----------------------- | ---------------- | -------------------- |
| Nhật Bản | Ngày 4 tháng 5 năm 2016 | Đĩa DVD, Blu-ray | EMI Records Nhật Bản |